# Rágyánszky Arborétum
Az orosházi Rágyánszky Arborétum (egyes helyeken Rágyánszki) a város kiemelkedő természeti értéke. Hazánkban Budapesten kívül egyedül itt található meg a chilei araukária.

## Fekvése
Az arborétum Orosházán, a Gárdonyi Géza utca legelején terül el és egészen a Mezőtúr–Battonya vasútvonalig nyúlik.

### Megközelítése
A botanikus kert bejárata a Gárdonyi Géza utcán nyílik, mely többféleképpen elérhető. 
- Gyalogosan
- Autóval a 474-es főútról rákanyarodva a Gárdonyi Géza utcára (parkolási lehetőség nincs)
- Autóbusszal az Orosháza felső vasúti megállóhely megállótól 300 méterre
- Vasúttal a Mezőtúr–Orosháza–Mezőhegyes–Battonya-vasútvonalon az Orosháza felső megállóhelytől 400 méterre

## Története
Az 1908 és 1973 között élt kertész, Rágyánszky János 1952-ben telepítette át Gyulamezőről faiskolájának legértékesebb egyedeit, melyekkel megalapozta a messze földön híres és nem csak szakmai körökben elismert arborétumot.
Rágyánszky halála után özvegye és fia folytatták a munkát, további közmegelégedésre. Mára az Eötvös Loránd Tudományegyetem dendrológiai, azaz fás növényrendszertani megfigyelőállomása is az arborétum, melynek kiemelkedő a mamutfenyő- és cédrusállománya.

## Gyűjteménye
Az orosházi arborétumban élő növények elsősorban kutatási célokat szolgálnak: a területen több mint 2000 növényfaj 6000 változata található meg, köztük a gyűjtemény olyan kiemelkedő elemeit, mint a mamutfenyő, illetve a cédrus, valamint az országos szinten egyedülálló chilei araukária.